# 奈古屋元忠
奈古屋 元忠（なごや もとただ）は、安土桃山時代から江戸時代初期の毛利家家臣。下松藩家老。父は奈古屋元堯（毛利元堯）。兄に奈古屋元賀。子に奈古屋隆忠。通称ははじめ与三右衛門、後に九郎右衛門、対馬と名乗る。

## 生涯
毛利元就の家臣である奈古屋元堯の次男として生まれる。天正8年（1580年）に兄・元賀が戦死したため、奈古屋家の嗣子となったが、その後浪人となり、出雲国に居住した。慶長5年（1600年）の関ヶ原の戦いの後、毛利輝元が萩へ入った際に毛利家へ帰参し、知行200石を与えられる。
慶長7年（1602年）に輝元の次男・就隆が生まれると元忠の妹・清広院（実名・あつ。吉見氏家臣・後藤勘左衛門の妻）が就隆の乳母を務めたが、元忠も慶長9年（1604年）11月に就隆が萩城に移った際に福間元道や榎本元信と共に御抱守（養育係）を命じられた。元和3年（1617年）に就隆へ周防都濃郡3万石が与えられた際には元忠や福間が家老として付けられた。以後、奈古屋家は徳山藩の家老を務めることとなる。寛永7年（1630年）10月23日、死去。